# Saison 2017 des Rays de Tampa Bay
La saison 2017 des Rays de Tampa Bay est la 20e saison en Ligue majeure de baseball pour cette franchise.
Malgré 12 victoires de plus que l'année précédente, les Rays ont une fiche perdante pour une 4e année de suite en 2017. Ils grimpent du 5e au 3e rang de la division Est de la Ligue américaine mais ne peuvent faire mieux qu'un rendement de 80 victoires et 82 défaites. C'est la dernière des 10 saisons d'Evan Longoria avec les Rays. Álex Colomé des Rays mène le baseball majeur en 2017 avec 47 sauvetages.

## Saison régulière
La saison régulière de 162 matchs des Rays débute à domicile au Tropicana Field dans l'après-midi du 2 avril 2017 pour un duel contre les Yankees de New York qui représente le tout premier match joué dans la saison 2017 de la MLB. Le dernier match de la saison des Rays est programmé pour le 1er octobre 2017.

### Classement
| Ligue américaine division Est | V  | D  | %    | Diff. | Diff. (séries) |
| ----------------------------- | -- | -- | ---- | ----- | -------------- |
| Red Sox de Boston             | 93 | 69 | ,574 | -     | -              |
| Yankees de New York           | 91 | 71 | ,562 | 2     | +6             |
| Rays de Tampa Bay             | 80 | 82 | ,494 | 13    | 5              |
| Blue Jays de Toronto          | 76 | 86 | ,469 | 17    | 9              |
| Orioles de Baltimore          | 75 | 87 | ,463 | 18    | 10             |